# Blizzard of Ozz
Blizzard of Ozz — дебютный студийный альбом британского рок-музыканта Оззи Осборна, который был записан в Суррее, Великобритания и выпущен 20 сентября 1980 года в Великобритании и 27 марта 1981 года в США. По сей день Blizzard of Ozz остаётся наиболее продаваемым альбомом Оззи Осборна; только в США было продано более пяти миллионов его копий.

## Об альбоме
Для записи альбома музыканты собралась на Ridge Farm Studios, недалеко от Доркинга, на юге Англии. Группа начала работать со звукоинженером Крисом Цангаридесом, который ранее сотрудничал с Judas Priest и Thin Lizzy. Но через неделю Оззи остался недоволен ранними миксами и переключил производственные обязанности на внутреннего инженера Ridge Farm Макса Нормана.
Это первый соло-альбом Оззи Осборна, а также один из двух студийных альбомов, которые он записал перед трагической смертью Рэнди Роадса в марте 1982 года. Песни «Crazy Train» и «Mr. Crowley» были изданы в качестве синглов. Первый из них достиг #9 в чартах Billboard’s Top Tracks и оставался ключевым треком радио, ориентированных на поп, хард-рок и классический рок более 25 лет.
Песня Mr. Crowley посвящена Алистеру Кроули..

## Выпуски альбома
Альбом несколько раз подвергался ремастерингу. Впервые ремастеринг был сделан в 1995 году. На этом издании на компакт-диск было добавлено интерактивное WEB содержание. Диск стал одним из первых дисков с дополнительным материалом, который можно было просмотреть на компьютере.

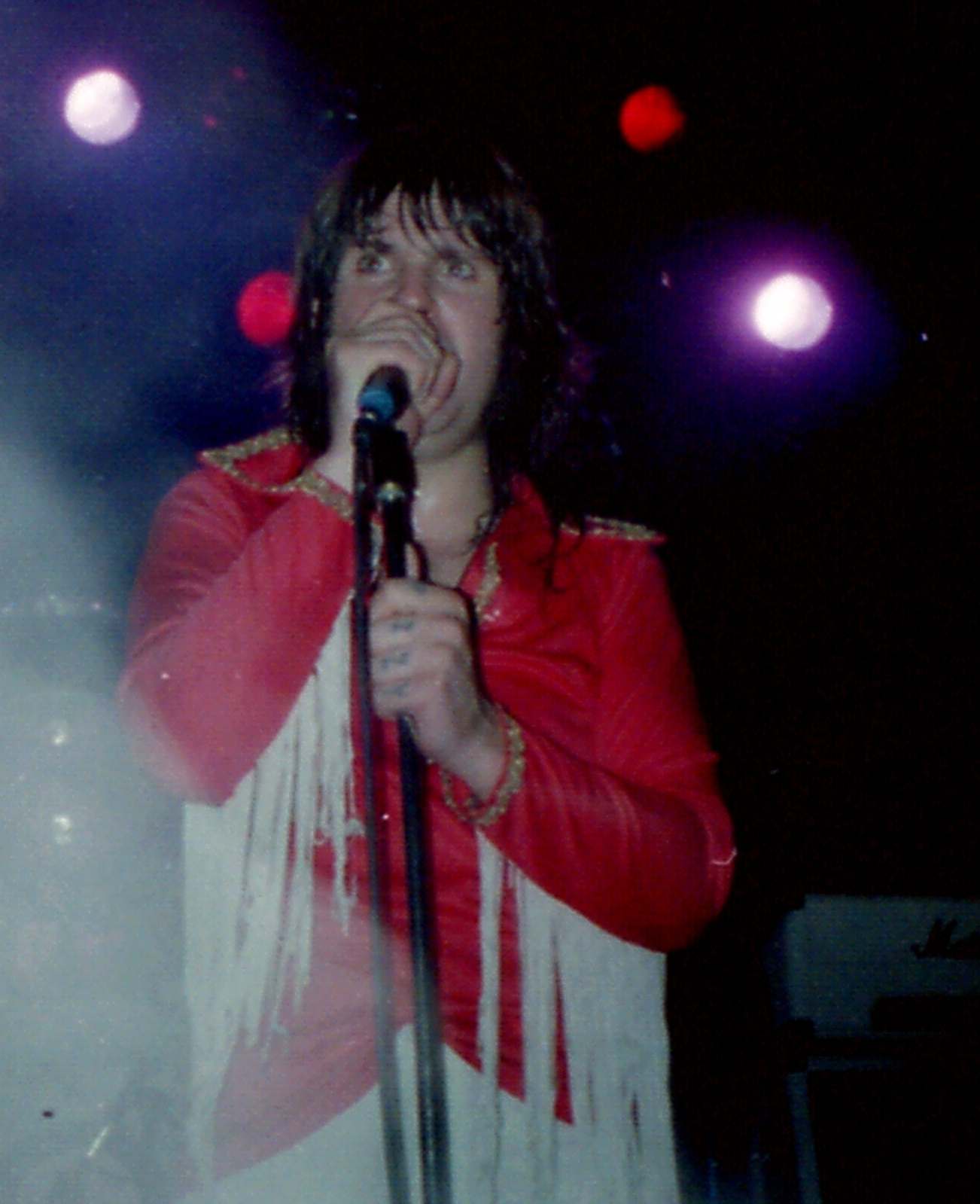
Выступление Оззи Осборна в поддержку альбома в Кардиффе, Уэльс (1980 год).

Следующий произошёл в 2002 году и был связан с возникшими тяжбами между Осборном и бывшими музыкантами (Бобом Дэйсли и Ли Керслейком), принимавшими участие в записи альбома. Для этого треки с бас-гитарой и ударными были перезаписаны с участием Роберта Трухильо и Майка Бордина. На этом издании диска была добавлена композиция «You Looking At Me, Looking At You», ранее выходившая как вторая песня на сингле «Crazy Train».
Третий ремастеринг произошёл в 2010—2011 годах для выпуска юбилейной 30-летней версии альбома. Партии бас-гитары и ударных взяты с оригинальных лент. В юбилейную версию альбома также были включены 3 дополнительных композиции. Однако не вошла композиция «You Said It All», ранее выпущенная как вторая песня на сингле «Mr. Crowley».

## Список композиций
Все песни написаны Оззи Осборном, Рэнди Роадсом и Бобом Дэйсли, исключая отмеченные.

### Сторона 1
1. «I Don’t Know» — 5:16
2. «Crazy Train» — 4:56
3. «Goodbye To Romance» — 5:36
4. «Dee» (Instrumental) (Rhoads) — 0:49
5. «Suicide Solution» — 4:20

### Сторона 2
1. «No Bone Movies» (Осборн, Роадс, Дэйсли, Керслэйк) — 3:53
2. «Revelation (Mother Earth)» — 6:09
3. «Steal Away (The Night)» — 3:28
4. «You Looking At Me, Looking At You» — 4:15 — (только на издании 2002 года)

### Треки с юбилейного 30-летнего издания
1. «Goodbye To Romance» — 5:42 — (микширование гитары и вокала выполнено в 2010 году, ранее не издавалась)
2. «RR» — 1:13 — (соло на гитаре Рэнди Роадса, ранее не издавалась)

## Участники записи
- Оззи Осборн — вокал, продюсер
- Рэнди Роадс — гитара, продюсер
- Боб Дэйсли — бас, гонг, бэк-вокал, продюсер
- Ли Керслейк — ударные, перкуссия, продюсер
- Роберт Трухильо — бас (переиздание 2002 года)
- Майк Бордин — ударные (переиздание 2002 года)

Приглашённые музыканты
- Дон Эйри — клавишные

## Позиции в хит-парадах
Годовые чарты:
| Хит-парад (1981)                   | Позиция |
| ---------------------------------- | ------- |
| США (Billboard Top Popular Albums) | 43      |

## Сертификации
| Дата            | Статус                 | Общее количество продаж |
| --------------- | ---------------------- | ----------------------- |
| 31 июля, 1981   | Золото                 | 500,000                 |
| 18 июня 1982    | Платина                | 1,000,000               |
| 11 августа 1992 | Двойная платина        | 2,000,000               |
| 22 марта 1994   | Тройная платина        | 3,000,000               |
| 15 августа 1997 | Четырёхкратная платина | 4,000,000               |
| 4 февраля 2019  | Пятикратная платина    | 5,000,000               |

| Дата             | Статус  | Общее количество продаж |
| ---------------- | ------- | ----------------------- |
| 21 августа, 1981 | Серебро | 60,000                  |

| Дата            | Статус  | Общее количество продаж |
| --------------- | ------- | ----------------------- |
| 1 июля, 1981    | Золото  | 50,000                  |
| 1 октября, 1981 | Платина | 100,000                 |